# Edgar Sheffield Brightman
Edgar Sheffield Brightman (20 september 1884 - 25 februari 1953) was een Amerikaanse filosoof en christelijke theoloog binnen de Angelsaksische traditie van het methodisme. Hij doceerde aan verschillende Amerikaanse universiteiten en schreef boeken over filosofie, godsdienstfilosofie, de Bijbel, het christendom, het personalisme en God. Brightman had een grote invloed op het denken van Martin Luther King.

## filosofie en theologie
Brightman schreef zijn eerste boek over historisch-kritische benaderingen van de Pentateuch in navolging van Julius Wellhausen en werd hiervoor bekritiseerd door meer fundamentalistische methodisten. Onder invloed van Borden Parker Bowne werd hij een voorstander van het personalisme, een filosofische stroming die 'de persoon' ziet als de ultieme metafysische realiteit. Vanwege dit geloof scheef hij meerdere boeken over het concept van een persoonlijke God en wat dit betekent voor het geloof van zijn medechristenen.

## werken
- The Sources of the Hexateuch (New York: Abingdon, 1918)
- Introduction to Philosophy (New York: H. Holt, 1925)
- Immortality in Post-Kantian Idealism (the Ingersoll Lecture, Cambridge, Massachusetts: Harvard University Press, 1925)
- Religious Values (New York: Abingdon, 1925)
- Philosophy of Ideals (New York: H. Holt, 1928)
- Problem of God (New York: Abingdon, 1930)
- The Finding of God (New York: Abingdon, 1931)
- Is God A Person? (New York: Association Press, 1932)
- Moral Laws (New York: Abingdon, 1933)
- Personality and Religion (New York: Abingdon, 1934)
- The Future of Christianity (New York: Abingdon, 1937)
- A Philosophy of Religion (New York: Prentice-Hall, 1940)
- The Spiritual Life (New York: Abingdon-Cokesbury, 1942)
- Nature and Values (New York: Abingdon-Cokesbury, 1945)
- Persons and Values (Boston: Boston University Press, 1952)
- ed., Personalism in Theology: A Symposium in Honor of Albert Cornelius Knudson (Boston: Boston University Press, 1943)
- Studies in Personalism: Selected Writings of Edgar Sheffield Brightman; edited by Warren Steinkraus (Utica: Meridian, 1987)

## Invloed op Martin Luther King
Opmerkelijk is dat Brightman les gaf aan en zelfs de eerste promotor was van de dissertatie van Martin Luther King in de vroege jaren 50 aan Boston University. Brightman overleed in februari 1953 voor King zijn dissertatie kon afwerken in april 1955, maar King schreef dat Brightman een grote invloed op hem had. King had het boek van Sheffield A Philosophy of Religion (1940) gelezen en dit had hem aan het denken gezet over zijn eigen geloof. In zijn application (een soort sollicitatiebrief voor toelating tot de universiteit, gebruikelijk in de Verenigde staten) voor Boston University schreef hij dat "mijn denken over filosofische vraagstukken sterk beïnvloed is door sommige professoren aan Boston University, vooral door Dr. Brightman."